# Cordillera Asgard
La cordillera Asgard (en inglés: Asgard Range) (77°37′S 161°30′E / -77.617, 161.500) es una cadena montañosa en Tierra de Victoria, Antártida. Divide al Valle de Wright del Glaciar Taylor y el Valle Taylor, y fue explorada por la Universidad Victoria en Wellington durante la expedición antártica de 1958-59, siendo nombrada como Asgard, el hogar de los dioses en la mitología nórdica.
Las principales montañas de esta cadena son el monte Ulla, el monte Thor, el pico Sigfrido y el pico Siegmund.